# Història d'Elx

Escut d'Elx

La història d'Elx (València) ve marcada en els seus inicis pels diferents pobles del Mediterrani que foren poblant el sud-est de la península Ibèrica, i arribaren a tenir una especial importància en l'època de dominació romana, en què fou Colonia Iulia Ausgusta.

## Prehistòria
El territori d'Elx mostra senyals d'ocupació que es remunten cap a l'any 5000 aC, en l'era del Neolític, quan els primers humans van poblar el vessant nord-est de l'Alcúdia, al sud de l'actual emplaçament de la ciutat, on s'han trobat ceràmiques impreses, tant cardials com incises. De l'edat del coure s'han trobat als voltants del jaciment de l'Alcúdia restes d'alguna agrupació de cabanes alineades formant uns carrers rudimentaris.

## Antiguitat

### Origen ibèric

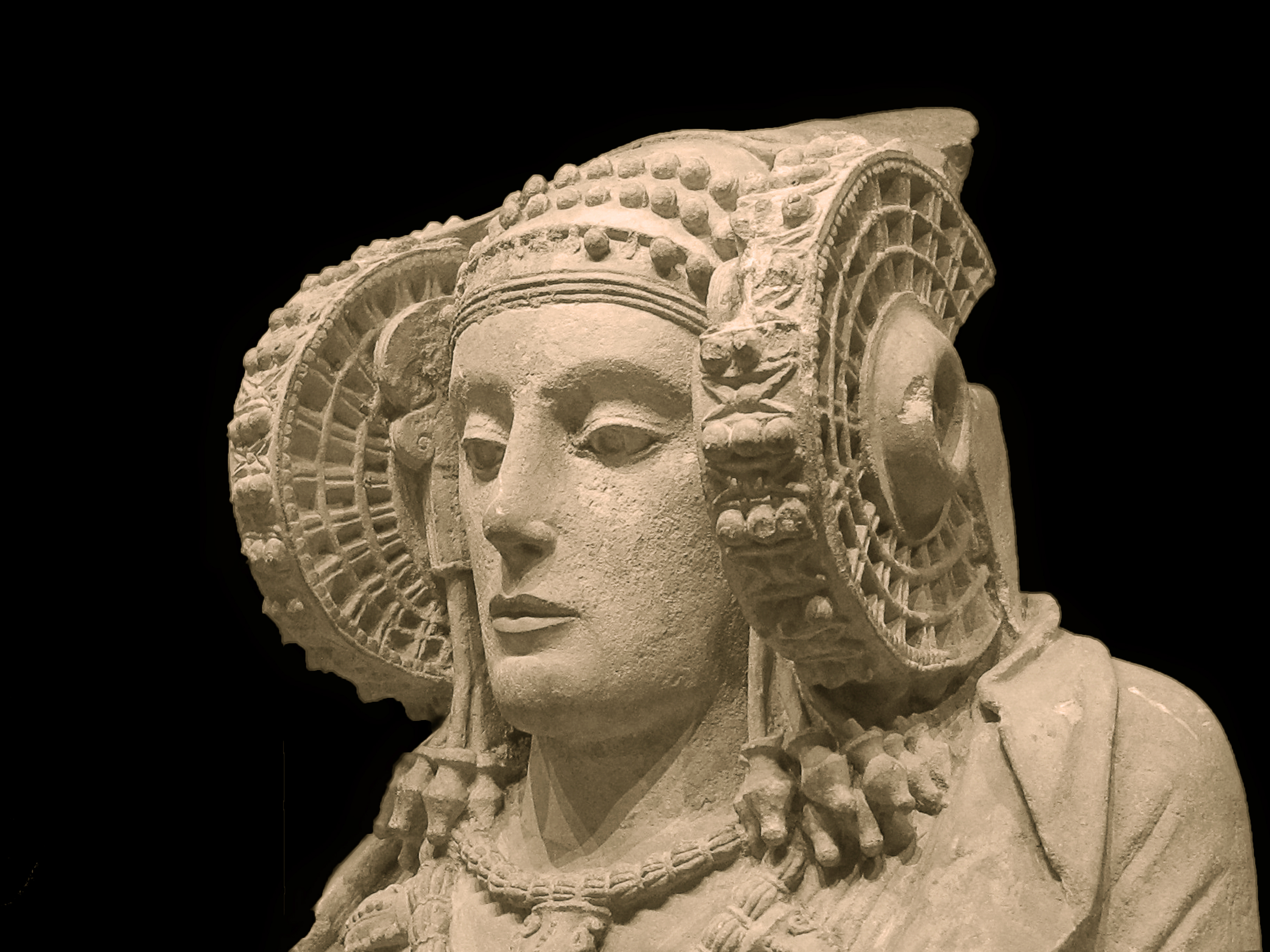
La Dama d'Elx, trobada

Els orígens de la ciutat es remunten al període iber. Tradicionalment s'havia dit que la ciutat romana es desenvolupà a partir d'un oppidum ibèric contestà establert el segle vi aC al jaciment de l'Alcúdia o abans, però actualment es posa en dubte aquesta possibilitat i sembla que el poblat ibèric original, mal documentat, no aparegué fins al segle iv aC. Del període iber data la famosa escultura de la Dama d'Elx, representació d'una sacerdotessa ibera amb vestit cerimonial que constituïx una de les més importants obres de l'art iber.
L'arqueologia detecta un buit documental al llarg del segle iii i part del ii aC, cosa que s'ha interpretat com una fase d'abandonament. És possible que l'oppidum fos abandonat cap al 228 aC, després de la batalla d'Ilici, documentada per Diodor de Sicília (el qual anomena la ciutat Ἑλίκη Helikē), en la qual morí el general cartaginés Amílcar Barca.

### Època romana

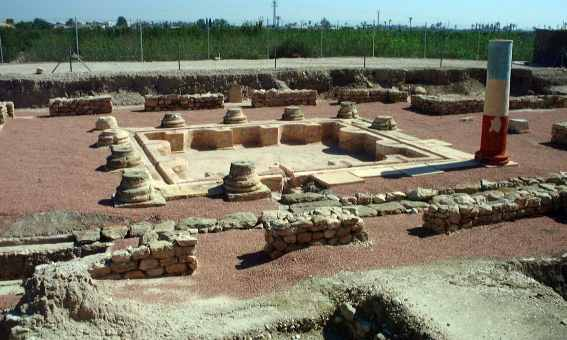
Restes d'una domus romana a l'Alcúdia

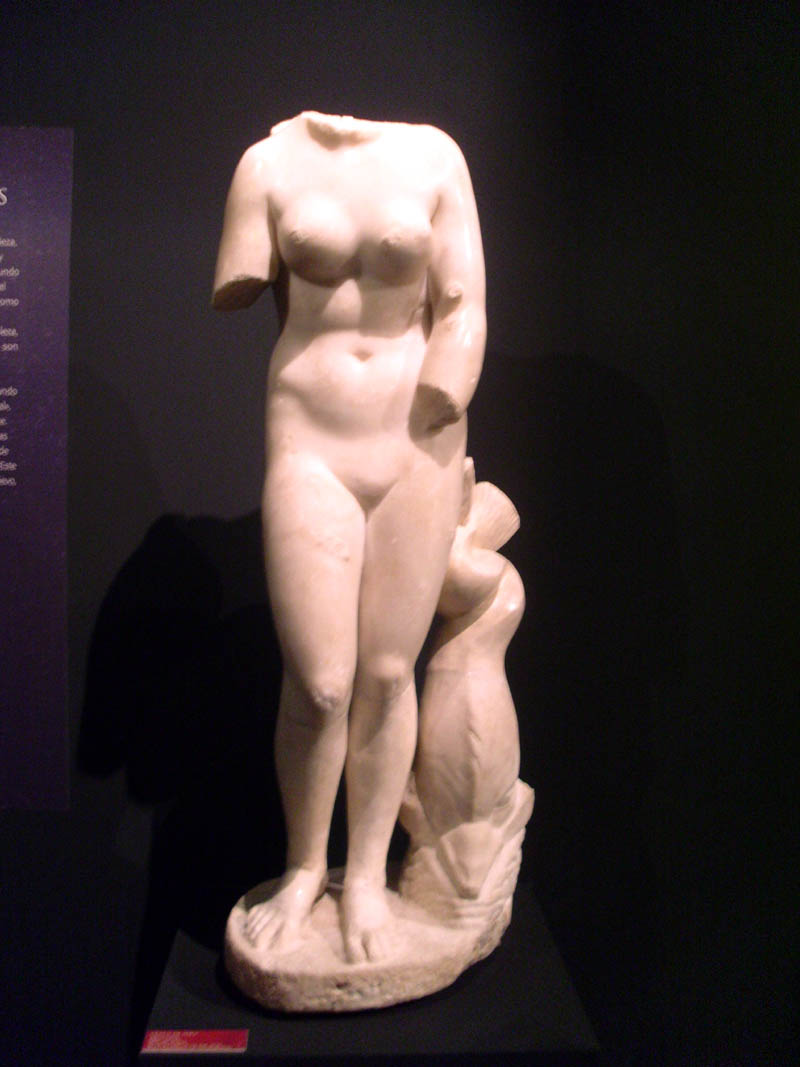
La Venus d'Ílici, de l'època romana

Sembla que cap al darrer quart del segle ii aC, quan el domini romà a la zona ja era plenament efectiu, l'antic oppidum de l'Alcúdia es reocupà. Es tractà, per tant, d'una fundació ex novo en un antic poblat abandonat de feia un segle. La localització de la nova ciutat romana, Ílici, a la ruta que unia Cartago Nova i Tàrraco, cobrava encara més sentit després de la fundació de Valentia el 138 aC, i per això encara no estava connectada per mar, car el Port encara no funcionava. Culturalment es tractava d'una ciutat híbrida, ètnicament mixta, on es mesclava el component iber autòcton amb un contingent forà, probablement itàlic. L'urbanisme de la ciutat era plenament romà, però en les produccions ceràmiques es veu clar el component ibèric.
Però el 43 aC, seguint les polítiques cesarianes de fundació de colònies per veterans, el triumvir Emili Lèpid concedí a la ciutat d'Ílici la condició de colònia romana, amb el consegüent establiment de colons romans i itàlics i obres públiques pròpies d'una ciutat tal. La ciutat rebé el nom cerimonial de Colonia Iulia Ilici, en honor al seu promotor. Continuant amb la política colonial del seu oncle, August, en el seu segon viatge a Hispània estatuí la refundació de la colònia l'any 27 aC, amb la consegüent deductio de veterans de guerra, procedents de les guerres càntabres. La promoció de la refundació corregué a compte de Titus Estatili Taure, amic personal d'August, cònsol el 26 aC, del qual s'ha trobat un pedestal a la ciutat. La ciutat fou rebatejada amb el nom ceremonial de Colonia Iulia Ilici Augusta. Al moment de la refundació augustea correspon la tabula ilicitana, un bronze trobat a la ciutat en què s'indica el repartiment de terres entre deu dels nous colons, que aporta gran informació en part perquè conté praenomen, nomen, filiació i procedència de tots els individus esmentats.
La refundació portà grans canvis a la colònia. En temps d'August es promogué la construcció del Port de la colònia, que li donà sortida per mar i l'obrí al gran mercat de les importacions i exportacions del comerç mediterrani romà. Pel que fa a l'urbanisme, la ciutat comptava amb murades i dues termes, les occidentals i les orientals; juntament amb l'amfiteatre i el fòrum, la localització dels quals és subjecta a debat, tot plegat formà part del projecte urbanístic imperial de la colònia d'Ílici.
Fins i tot després de la refundació d'August, els arqueòlegs i historiadors coincideixen a afirmar que Ílici «es va produir un sincretisme cultural molt intens que va treballar fins i tot en els tallers ceràmics locals, capaços d'assolir una simbiosi formal i estilística en què es van mesclar les tradicions artesanals indígenes amb els nous gusts d'una societat plenament romana».
Pel que fa a les fonts antigues, ja s'ha vist que Diodor l'anomena Ἑλίκη Helikē. Entre els geògrafs, Plini el Vell l'anomena colonia inmunis Ilici, mentre que Pomponi Mela (Ilicem, en acusatiu) i Claudi Ptolemeu (Ἰλικίς Ilikís) es limiten a esmentar-la. També apareix als itineraris tardans, el d'Antoní i el Geògraf de Ravenna.
La ciutat florí al llarg de l'Imperi i, contràriament a allò que s'havia dit, l'evidència arqueològica demostra que Ílici resistí la gran Crisi del segle iii, de la qual es ressentiren bona part de les ciutats de l'Imperi. La decadència, però, era inevitable, encara que, en aquest cas, no es percep fins al segle iv i al llarg de tot el segle v. Durant aquest període es constata d'abandonament del port i de molts d'edificis i infraestructures públiques com ara el clavegueram, les termes i vies públiques, parcialment espoliats, parcialment convertits en abocadors urbans i també en necròpolis. D'aquest període data la basílica d'Ílici, mostra de la importància que, tot i així, mantenia la ciutat com a seu episcopal durant el període romà d'Orient, de gairebé cent anys. El final de la ciutat, però, tal com s'havia conegut fins llavors, arribà el segle viii, quan la ciutat ja es trobava en un profund declivi i en el moment de l'arribada de l'Islam. La ciutat apareix esmentada al Pacte de Tudmir del 713, però fou ràpidament abandonada en favor del nou emplaçament, una mica més al nord, llavor de l'actual ciutat d'Elx. L'antiga ciutat al turó de l'Alcúdia pogué perviure com a alqueria al llarg de l'ocupació musulmana, car, després de la Reconquesta el 1244, en un document es testimonia a l'entorn d'Elx una tal Madina Qadima ('ciutat antiga'), probable record de l'Ílici visigoda i tardoromana.

## Edat mitjana

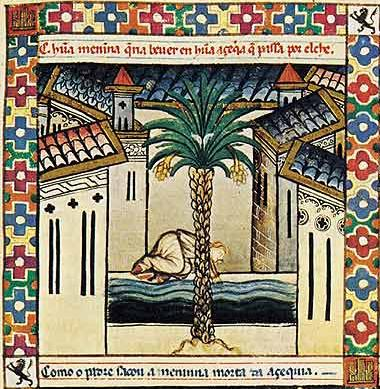
Representació d'Elx en les Cantigues de Santa Maria,

### Època islàmica
Sota el domini musulmà en l'edat mitjana, la ciutat s'establix a l'emplaçament actual, a la zona denominada la Vila Murada. És en aquesta època de desenvolupament agrícola quan s'hi introduïx un complex sistema de regadiu, en què les palmeres delimitaven les parcel·les de cadascun dels cultius. A mitjan segle xiii, Elx formava part de la taifa de Múrcia.

### Conquesta catalanoaragonesa
En virtut del tractat d'Almizrà (1244) pel qual les corones de Castella i Catalunya-Aragó es repartiren el Regne de Múrcia, Elx entrà dintre la zona de conquesta castellana. La conquesta cristiana s'efectuà per l'infant Alfons (futur Alfons X el Savi) al voltant de l'any 1250, i passà així Elx a la corona de Castella. Arran de la conquesta, va ser constituït el senyoriu d'Elx, encomanat a l'infant Juan Manuel, germà d'Alfons X i un dels grans escriptors castellans de l'edat mitjana.
Després d'una revolta musulmana en l'any 1265, Alfons X de Castella hagué de demanar ajuda al monarca català Jaume I; aquest ajudà els castellans a recuperar la vila, juntament amb els territoris propers. Com a represàlia, els musulmans foren expulsats de la ciutat i es veieren obligats a edificar una nova població en les proximitats de la Vila Murada, coneguda actualment com el Raval de Sant Joan. El 1296 Jaume II atacà els territoris castellans situats en la meitat sud-est de la península i conquerí, entre altres llocs, la ciutat d'Elx. El 1305 se signà a la vila el tractat d'Elx, un acord realitzat entre els regnes de Castella i de Catalunya-Aragó en què se'n van fixar nous límits fronterers: passà Elx, juntament amb altres llocs com Alacant o Oriola, al Regne de València. No obstant això, el senyoriu seguí en mans del castellà don Juan Manuel.
En el segle xiv, concretament el dia 4 de maig de 1334, a la catedral de Barcelona, Jaume el Just feu donació amb clàusula de reversió a la corona al seu cinqué fill, l'infant Ramon Berenguer (1308-1364), comte de Prades, de la vila d'Elx, amb el seu port del cap de l'Aljub (també dit Aljuge, Algibe o Aljubs), que va prendre més tard el nom de Poble Nou i, finalment, Santa Pola. El 18 de febrer de 1337, l'infant de Catalunya-Aragó concedeix al Consell d'Elx permís per a edificar “una torre” a l'illa de Santa Pola (o illa Plana), que pertanyia al seu terme, per a guàrdia del seu port i dels navegants. El 1332, durant la guerra per la conquesta del Regne de Granada fou atacada pels granadins encapçalats per Abu-I-Nuaym Ridwan ibn Abd Allah. Posteriorment, Elx i Crevillent anaren a les mans de Juan (fill d'Alfons IV el Benigne i Leonor de Castella) i des del 8 d'agost de 1358 a l'infant Martí, segon fill de Pere IV d'Aragó.

## Edat moderna
Els segles xvi i xvii són conflictius socialment. D'una banda, en les Germanies, la vila aprofita l'ocasió que li brindava la revolta agermanada per a impedir la presa de possessió de Dídac de Cárdenas i proclamar la seua vinculació a la corona. El fracàs d'aquesta revolta, militarment esclatada per tropes de l'aristocràcia al capdavant de les quals anava el mateix senyor d'Elx i el marqués de Vélez, suposà, una vegada més, l'esclat de l'ideal de municipi reial baix medieval. D'altra banda, l'expulsió morisca que no sols va significar la pèrdua d'un terç de la població, ja que investigacions recents mostren que la població musulmana del raval no era una simple comunitat camperola unívocament sotmesa al poder dels Càrdenas, sinó una col·lectivitat que practica una agricultura comercialitzada sobre l'àrea de l'antic Magram. La repoblació duta a terme per Jordi de Càrdenas entre 1609-1611 intentava no sols refer una greu situació econòmica que potser vingués d'abans però que es va accelerar ràpidament amb l'expulsió, sinó recompondre una situació de debilitat política, que fou en aquell moment parcialment compensada en entrar les oligarquies propietàries urbanes entre els beneficiaris de la repoblació, juntament amb altres molts veïns d'extracció social artesana i camperola. D'altra banda, naix una complicada organització social que començava a produir una poderosa oligarquia propietària composta per cavallers, ciutadans, rectors dels municipi, advocats, metges notaris i una burgesia de comerciants, bona part de la qual era d'origen estranger. Un artesanat molt heterogeni organitzat en gremis i una sèrie de capes de treballadors, llauradors i camperols que establia ja les bases d'intercanvi i explotació. Al cap i a la fi, amb la baixada de rendiments productius del camp propiciat per l'expulsió morisca, la delinqüència, el bandolerisme i la resistència senyorial, el 1644, amb la presa de possessió de Jaume de Càrdenas, germà i hereu del recentment mort Jordi, són el detonant d'una sèrie de conflictes que es traduïxen en un estira-i-arronsa entre la vila i la institució senyorial que van acabar amb la consecució favorable d'aquesta, de la sentència del plet de reversió a la corona el 1697.

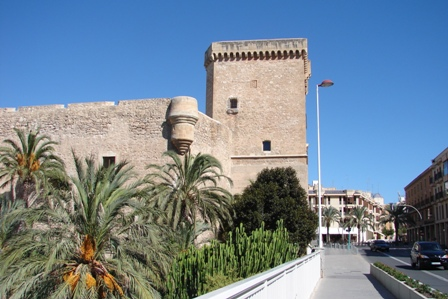
Palau d'Altamira, segle XV

Un altre aspecte cridaner del segle és l'increment de les activitats urbanes relacionades amb l'oli i el sabó per part de l'oligarquia propietària local, especialment els nobles, en plena crisi del segle. El XVIII comença marcat per l'abolició dels Furs el 1707, la qual cosa dona l'oportunitat d'aplicar sense entrebancs la jurisdicció senyorial, que crea la figura de l'alcalde major, nomenat personalment pel senyor, per sobre dels alcaldes ordinaris i aliena erms comunals i propis, i torna a xocar amb l'oposició de la vila una vegada que aquesta recupera el seu dinamisme social a partir dels anys trenta. A partir d'aquesta dècada hi ha un creixement econòmic basat en l'agricultura orientada cap a la producció d'oli, barrella i gra que, comercialitzada pel port d'Alacant, possibilita l'aparició de noves fortunes i retalla les possibilitats dels estrats més baixos. Aquesta situació, més l'estructura administrativa i fiscal de naturalesa feudal actuant en conjuntures de baixa producció i retraïment comercial, va provocar una crisi com la dels anys 60, amb el punt àlgid de l'any 1766, en el qual la revolta antisenyorial (motí d'Elx) a favor del lliure comerç i dels antics usos comunals, al mateix temps que denunciava una situació estructural, marcava un canvi de ritme en el creixement capitalista estructuralment unit a l'activitat agrària, tal com aquesta va quedar configurada pels processos revolucionaris burgesos.
L'agricultura, no obstant això, no trigaria a entrar en crisi, circumstància que va donar pas al sorgiment de la moderna indústria de l'espardenya. El cànem va ser substituït parcialment pel jute; segons Pere Ibarra i Ruiz, la primera fàbrica en fou creada per Josep Maria Buch, que va aglutinar una sèrie de telers dispersos que simplement treballaven a canvi de matèries primeres.

## Edat contemporània

### Seglexix

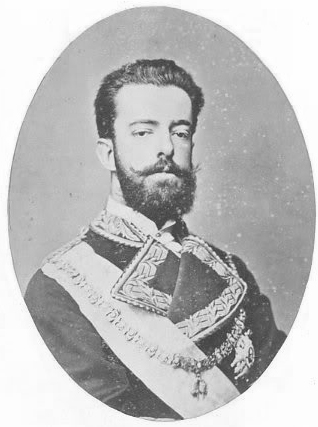
Retrat d'Amadeu I, que li atorgà el títol de ciutat el 1871

El breu regnat d'Amadeu I va suposar, en una curta visita a la llavors vila, el 1871, l'atorgament del títol de ciutat. El 1875 s'hi instal·la la primera màquina de cosir i es comença a importar lona de Mataró (Catalunya), progressivament substituïda per la producció local, amb l'ús del teler mecànic per a lones i la màquina de trenar. Al cap i a la fi provocà una nova ocupació que bàsicament descansava sobre el treball a domicili, tant en la ciutat com en el camp. Així, just abans de la Gran Guerra existien unes cent fàbriques d'espardenyes, jute i trena, que absorbien prop del 80 per cent de la població obrera. El procés industrialitzador va deixar pas a l'aparició d'una nova oligarquia. Aquesta estava composta per fabricants d'espardenyes (entre els quals destaca Manuel Gómez Valdivia) i calçat en general, que van tenir interessos en l'agricultura i que van començar a crear entitats financeres tals com caixes d'estalvis, patronals, així com el Centre d'Indústria Espardenyera.
Durant la dictadura de Primo de Rivera s'uniren les classes burgeses i mitjanes (metges, funcionaris, advocats, etc.), entre els quals destaquen Dídac Fernández Ripoll, alcalde en diverses ocasions i el banquer Raimon Peral Torres. En aquesta època es produí un impuls regeneracionista que crearia millores per a la ciutat, com la xarxa de clavegueram, la construcció d'escoles i escorxadors. Els obrers consegüentment comencen a organitzar-se i creen les primeres unitats de socors mutu, sindicats i partits polítics.

### Segle XX

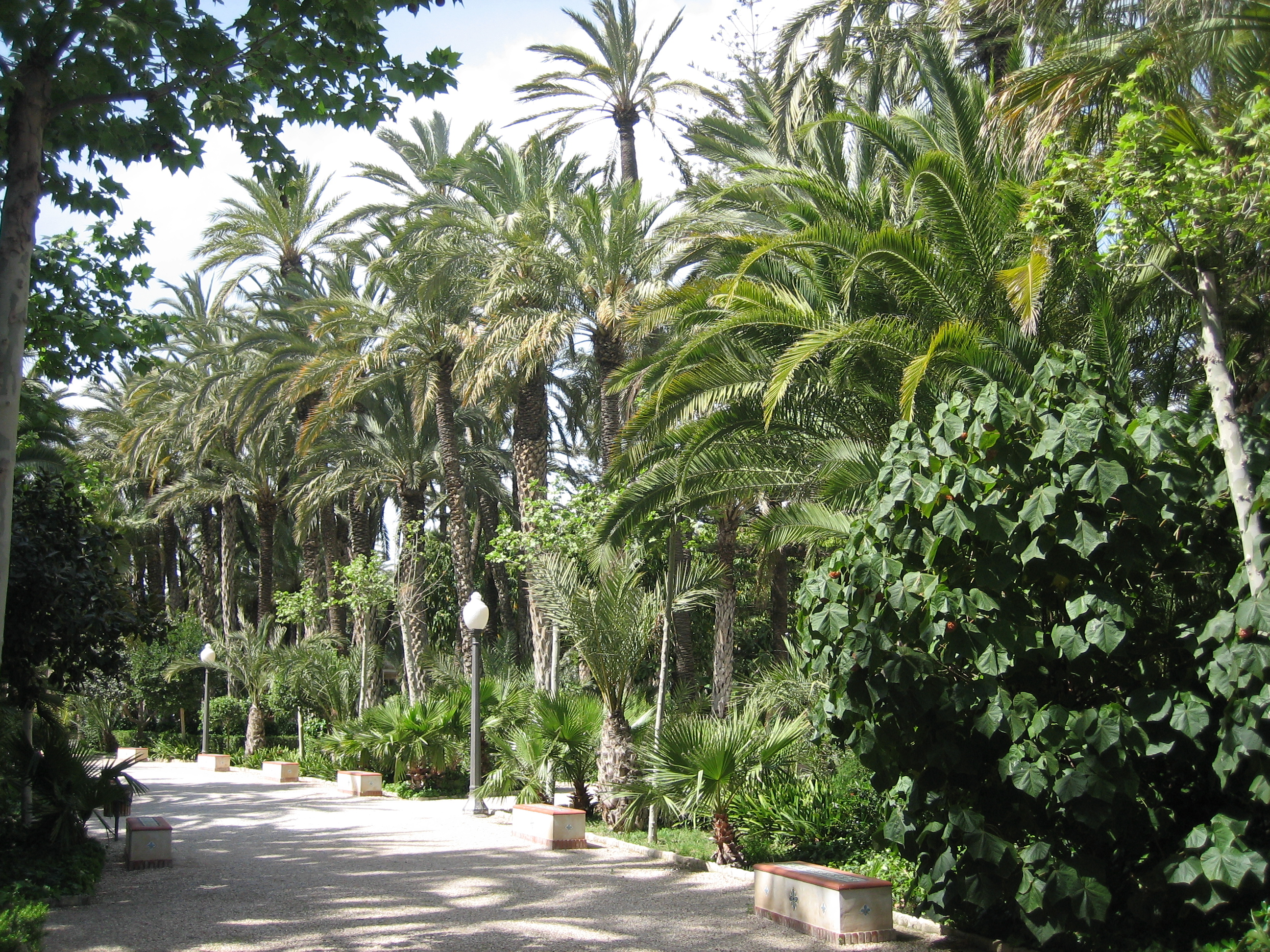
Parc municipal d'Elx

El 1903 es coneix la primera vaga a Elx.
La Segona República fou un període convuls amb vagues, tancaments patronals, confiscació per part de les grans centrals sindicals, llavors UGT i CNT, de 231 finques, amb una superfície de 3.356 ha per a la seua explotació col·lectivista. El sentir majoritari de la ciutat d'Elx va optar pel socialisme per regir l'Ajuntament durant la II República. La tensió social entre pols ideològics esclatà amb la crema de la basílica de Santa Maria abans de la guerra. Així mateix hi hagué nombrosos assassinats arbitraris contra agricultors de significació dretana al barranc de La Gola de Crevillent. En esclatar la Guerra civil, Elx es mantingué fidel a la República i col·laborà activament amb l'Exèrcit Roig mobilitzant milers d'il·licitans en diversos batallons. Al seu torn, les dretes en la rereguàrdia patiren una gran persecució i repressió, especialment al camp d'Elx. La Guerra Civil de 1936-1939 portà fam i misèria, així com una forta repressió en ser Elx una ciutat majoritàriament republicana. La situació econòmica es començà a recuperar a partir dels 50 gràcies a la indústria, i es consolidà entre 1965-1975 amb una important recuperació demogràfica propiciada per la migració interior, principalment des d'Andalusia, Múrcia i Castella-la Manxa.

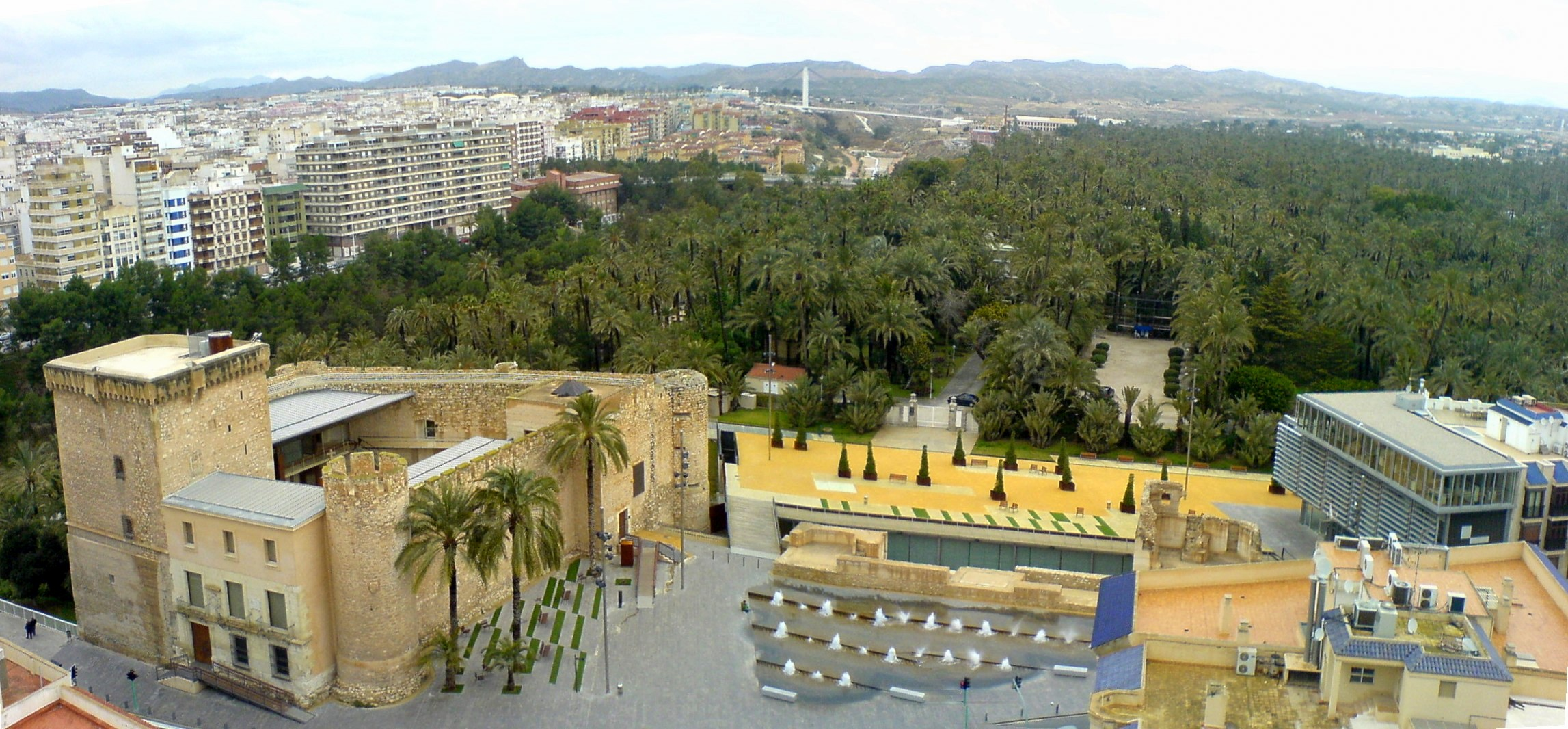
Panoràmica actual d'Elx

El sector del calçat fou el senyal d'identitat il·licitana durant gran part del segle xx. A la fi dels anys 90 se sumí en una crisi sense precedents a causa de la competència de les exportacions procedents de la Xina i d'altres estats amb baixos costos de producció. Es pot dir que la globalització ha portat amb si una forta reestructuració del sector del calçat a Elx. Altres indústries amb menor presència en la ciutat són les del metall, la química, els dolços, la confecció i la construcció.

### Segle XXI
Aprofitant els seus dos patrimonis de la humanitat, el Misteri d'Elx i el seu extens palmerar, així com la cessió temporal de la Dama d'Elx, ha tingut lloc una reestructuració cap al sector terciari i el turisme.